# Waldemar Buda
Waldemar Buda, né le 21 septembre 1982 à Turek, est un homme politique polonais, membre de Droit et justice (PiS).
Il est ministre du Développement et de la Technologie d'avril 2022 à novembre 2023.